# Разин, Степан Тимофеевич
Степа́н Тимофе́евич Ра́зин (известный также как Сте́нька Ра́зин) (около 1630, возможно Зимовейская, Русское царство, возможно Черкасск, Русское царство или Котельниковский район — 6 [16] июня 1671, Москва, Русское царство) — донской казак, атаман Войска Донского, предводитель восстания 1670—1671 годов, крупнейшего в истории допетровской России.

## Биография

### Происхождение
Родился около 1630 года. Этот год выведен из сочинения нидерландского путешественника Яна Стрейса, который несколько раз имел встречи с Разиным и сообщал, что в 1670 году ему было 40 лет. Отцом Степана был крестьянин бежавший на Дон и ставший зажиточным казаком — Тимофей Разин, а мать, возможно, была невольницей, крымской татаркой.
Однозначно известно, что родился Разин на Дону, но точное место рождения не установлено. По одной из версий (в определённой степени являющейся доминирующей) местом его рождения является станица Зимовейская (Зимовейская-на-Дону; ныне станица Пугачёвская Котельниковского района Волгоградской области, она же родина Емельяна Пугачёва). Впервые об этом сообщил А. И. Ригельман в 1778 году. Ту же версию даёт ряд позднейших, в частности, энциклопедических изданий.
Однако данная версия была поставлена под сомнение другими исследователями. Неизвестным остаётся, на чём было основано данное утверждение Ригельмана, особенно учитывая то, что Зимовейский городок впервые упоминается в источниках только в 1672 году, а Разин умер в 1671 году. В 1814 году историк А. Попов сообщал, что Степан Разин являлся уроженцем городка Черкасска (ныне станица Старочеркасская Аксайского района Ростовской области). В 1907 году донской историк В. Быкадоров подверг критике утверждение Ригельмана, утверждая, что родиной Разина был Черкасск.
В народных преданиях прослеживаются разночтения относительно родины Разина. В них ею называются городки Кагальницкий, Есауловский, Раздоры, но чаще других встречается Черкасский городок. Он же упоминается в качестве родины Разина и во всех исторических песнях о нём XVII века (которых насчитывается 15).
Личность Разина привлекала огромное внимание современников и потомков, он стал героем фольклора и первого русского художественного фильма. По-видимому, первый русский, о котором на Западе была защищена диссертация (причём уже через несколько лет после его смерти). Биография Разина и его семьи обросла множеством фольклорных деталей, таких как сын Степана Разина и мать Степана Разина.

### До восстания
В 1652 году впервые упомянут в источниках, по поводу его прошения совершить паломничество в Соловецкий монастырь. Прошение было удовлетворено.  К этому времени он был уже атаманом и действовал как один из двух полномочных представителей донского казачества; по-видимому, военный опыт и авторитет его в кругу донцов был к этому времени уже велик. Видным казачьим предводителем — наказным атаманом Войска Донского — был также старший брат Разина — Иван.
В 1658—1659 годах являлся членом посольства Донского войска в Москву для получения царского жалования.
В 1661 году вместе с Фёдором Буданом и несколькими донскими и запорожскими казаками вёл переговоры с калмыцкими тайшами (старейшинами), принявших русское подданство, о совместных действиях против Крымского ханства и нагаев. В этом же году вновь получил разрешение совершить паломничество в Соловецкий монастырь.
В 1662—1663 годах во главе отряда донских казаков участвовал вместе с запорожскими казаками и калмыками в походах против крымских татар. Объединённые силы выиграли сражение близ урочища Молочные Воды (недалеко от сов. г. Мелитополь).
В 1663 году он во главе отряда донских казаков совместно с запорожцами и калмыками ходил в поход против крымских татар под Перекоп.
В 1665 году, во время русско-польской войны 1654—1667 годов, царский воевода князь Ю. А. Долгоруков, за дезертирство из действующей русской армии, велел казнить Ивана Разина, старшего брата Степана. Это событие повлияло на дальнейшую деятельность Разина: стремление отомстить Долгорукову и царской администрации соединилось с желанием вольной и благополучной жизни для казаков, находившихся под его началом. Вскоре, по-видимому, Разин решил, что казачий военно-демократический строй следует распространить на всё Русское государство.

### Предпосылки к восстанию

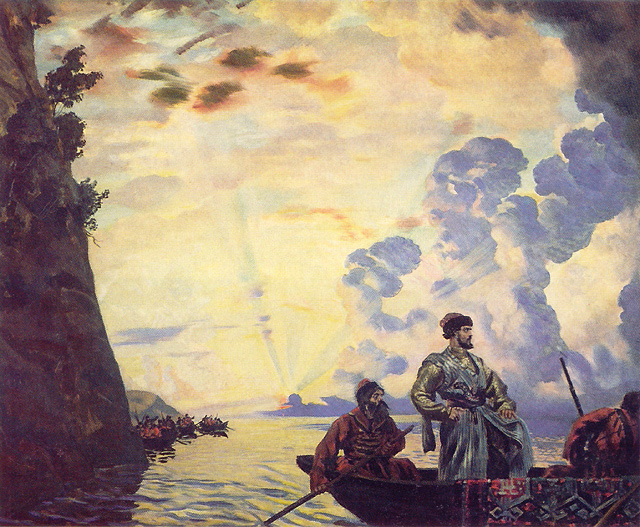
Б. М. Кустодиев. «Степан Разин» (1918)

Разинское движение было результатом обострения социальной обстановки в казачьих областях, прежде всего на Дону.
В 1638 году, под впечатлением бунтов Сулимы и Павлюка, Сейм Речи Посполитой принял закон обращающий всех казаков в холопов, за исключением реестровых казаков (ок. 6 тысяч). Казацкие поселения были включены в состав панских имений, а их владельцы были прикреплены к земле и обязаны были отрабатывать барщину и платить различные дани.   В результате, часть казаков подалась в бега на Дон.
В 1649 году после принятия Соборного уложения, полностью закрепощающего крестьян, увеличился приток беглых крестьян из внутренних уездов России. Пришедший на Дон крестьянин становился казаком, но он, в отличие от многих «старых» казаков, не имел корней в крае, не располагал имуществом, назывался «голутвенным» казаком, и, стоя особняком от казаков старожилых и коренных, с неизбежностью тянулся к такой же голытьбе, как и он сам. С ними он ходил в воровские походы на Волгу, куда тянула нужда и стремление к столь необходимой для казака славе. «Старые» казаки тайно снабжали голытьбу всем необходимым для воровских походов, а те по возвращении отдавали им часть своей добычи. Поэтому воровские походы были делом всего казачества — донского, терского, яицкого. В них происходило сплочение голытьбы, осознание ею своего особого места в рядах казачьего сообщества. По мере своего численного увеличения за счёт вновь прибывавших беглых людей она все активнее заявляла о себе.
В 1654 году русским правительством был принят закон «Мартовские статьи» подтверждающие права и вольности казаков в Русском государстве.
Весна—лето 1666 года — восстанию предшествовал удачный поход атамана Василия Уса (ок. 700 чел.) к Москве. Были разграблены Дедиловский, Скопинский, Тульский и другие уезды.

### Походы 1667—1669 годов
В 1667 году предводителем казаков стал Степан Тимофеевич Разин. Весной этого же года вблизи Волго-Донской переволоки у городков Паншина и Качалина собралось от 500 до 800 казаков, но к ним прибывали всё новые люди, и число собравшихся возросло до 2000 человек. Поход за добычей распространился на нижнюю Волгу и на Яик.

Поход начался 15 (25) мая 1667 года. Через реки Иловлю и Камышинку разинцы вышли на Волгу, выше Царицына они ограбили торговые суда гостя В. Г. Шорина и других купцов, а также суда патриарха Иоасафа. Казаки расправлялись с начальными людьми и приказчиками и принимали к себе судовых ярыжных людей. Всё это ещё находилось в пределах того, что обычно делали казаки на Волге. Но последующие действия разинцев вышли за рамки обычного казачьего воровства и превратились в антиправительственное выступление. Это — разгром стрельцов во главе с воеводой Чёрного Яра С. Беклемишевым на протоке Бузан, а затем — взятие Яицкого городка.

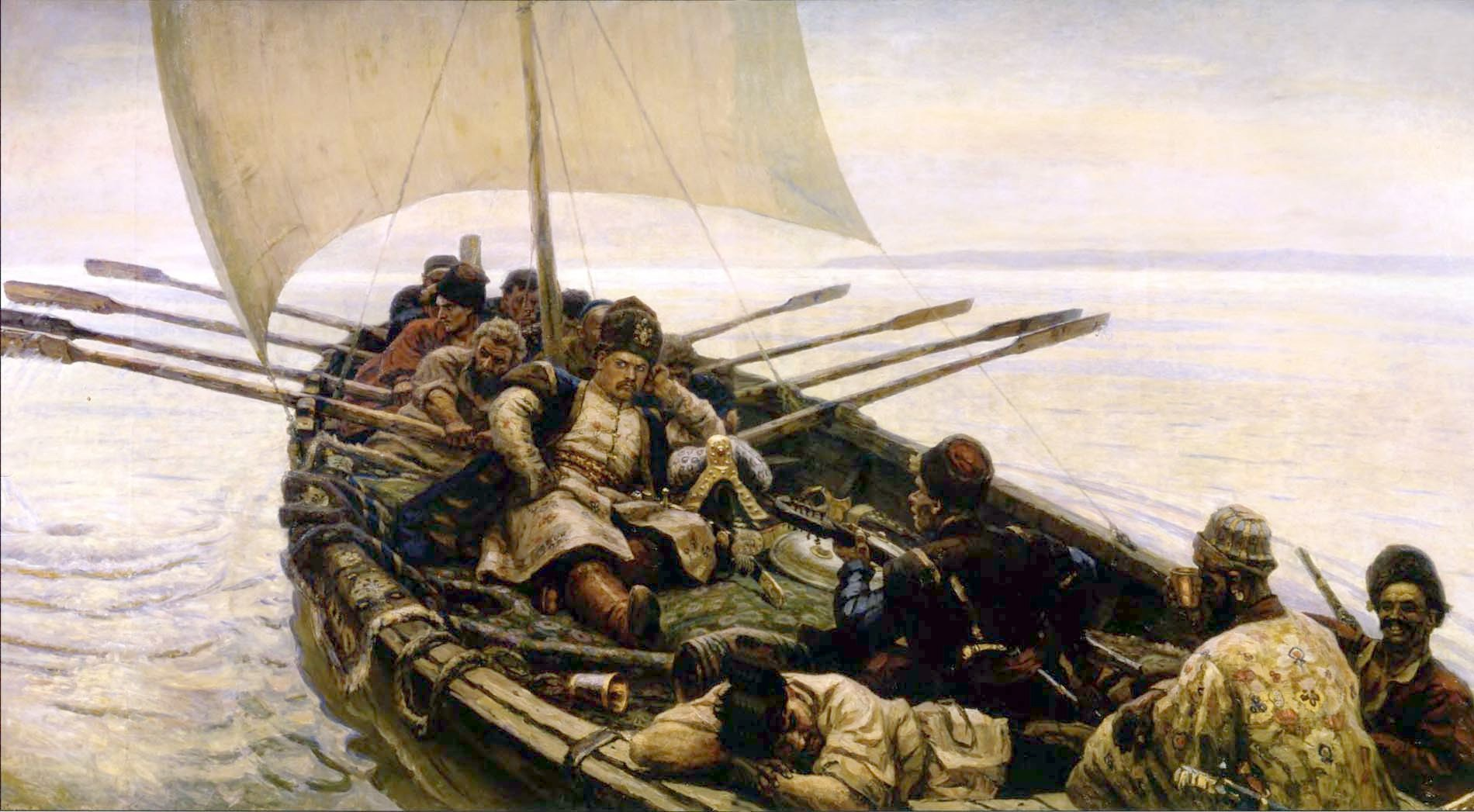
В. И. Суриков. «Степан Разин» (1908)

Зиму 1667/1668 годов разинцы провели на Яике, а весной вышли в Каспийское море. В марте этого же года казаки разграбили город Решт на берегу области Гилян. Помимо прочего, они опустошили Дагестан и персидское побережье. Разин производил набеги на западное побережье Каспийского моря, грабя многие населенные пункты и города между Дербентом и Шемахой и далее до Баку (современный Азербайджан). Ряды их пополнялись казаками, прибывшими с Дона, а также черкасами и жителями русских уездов. На Каспии вблизи персидского города Решта у казаков произошёл бой с шахскими силами. Бой был тяжёлый, и разинцам пришлось вступить в переговоры. Прибывший к шаху Сулейману посланник русского царя Пальмар привёз царскую грамоту, где сообщалось о выходе в море воровских казаков. В грамоте предлагалось персам, чтобы они «побивали бы их везде и смертию уморяли без пощады». Переговоры с казаками были прерваны. По приказу шаха казаков перековали, а одного затравили собаками. В ответ разинцы взяли Фарабат. Они зимовали близ него, сделав укреплённый городок.

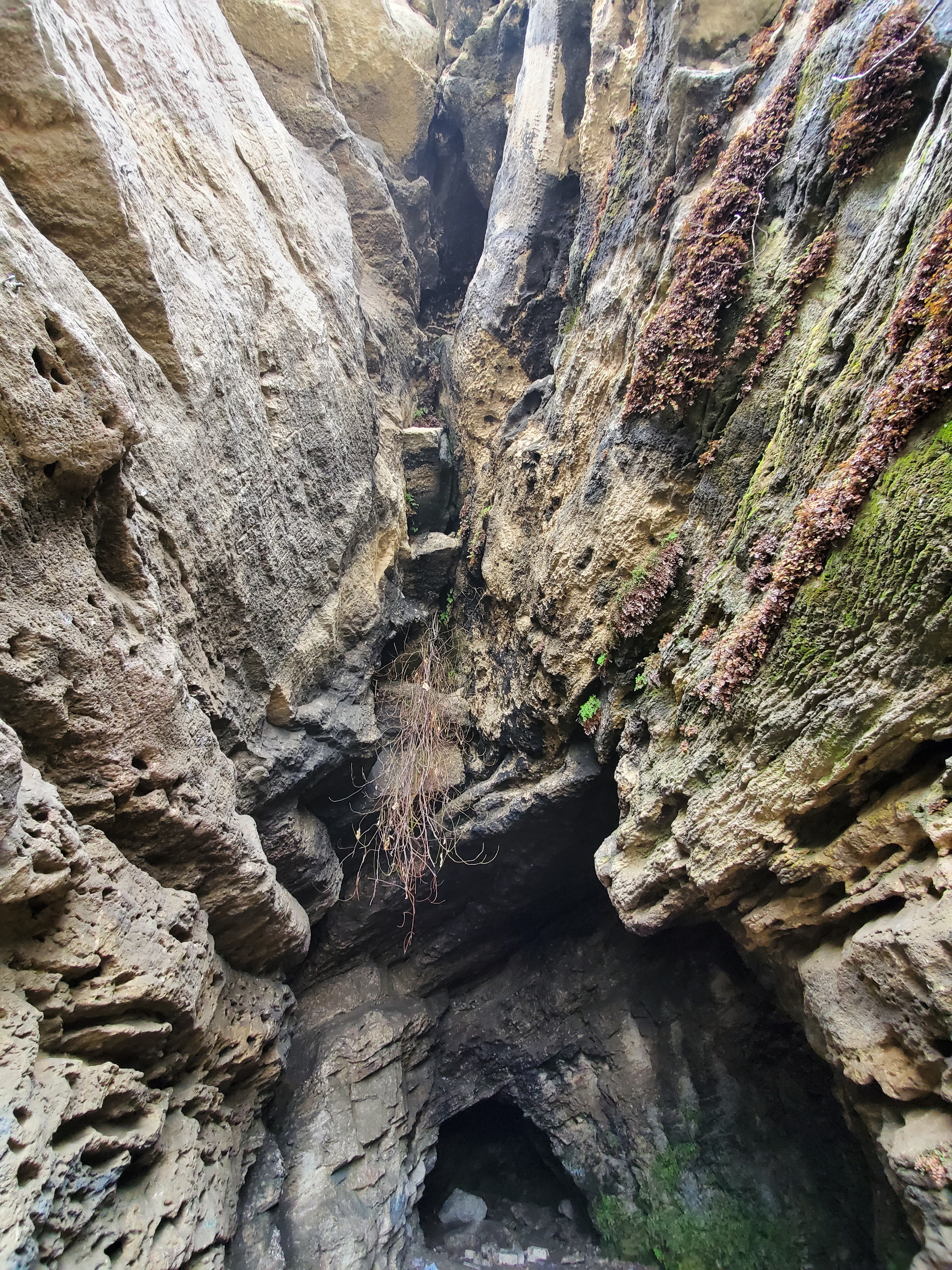
Пещера на горе Кюхлю в посёлке имени Бакиханова (бывший посёлок имени Разина) Сабунчинского района Баку (Азербайджан), где по преданию жил Степан Разин

В апреле 1669 года казаки Разина совершили набег на бакинское побережье, разорив селение Маштага, взяв в плен около 150 мужчин, женщин и детей. По преданию Степан Разин жил в пещере близ селения Сабунчи. Весной этого  года казаки выдержали несколько боёв в «Трухменской земле» (базировались на полуострове Миян-Кале), где погиб друг Разина Сергей Кривой, а затем у Свиного острова  вблизи Баку (?) подверглись нападению большого шахского флота под командованием Мамед-хана астаринского — произошло сражение, вошедшее в историю под названием Бой у Свиного острова. Сефевиды сцепили свои суда цепями, чтобы окружить казачий флот. Казаки воспользовались этой ошибкой и пустили ко дну флагманский корабль противника, после чего уничтожили весь его флот. В этом сражении в плен к разинцам попал сын Мамед-хана — Шабын-Дебей , которого разинцы впоследствии передали русским властям. Популярная в историографии легенда считала, что в этом сражении была захвачена также и дочь командующего персидским флотом, ставшая той самой «персидской княжной», которую Степан Разин, как поётся в известной песне «Из-за острова на стрежень…», бросил с корабля в воду. Однако никаких сведений о пленнице в первоисточниках нет, а сам сюжет с «утоплением», вероятно, является фольклорным.

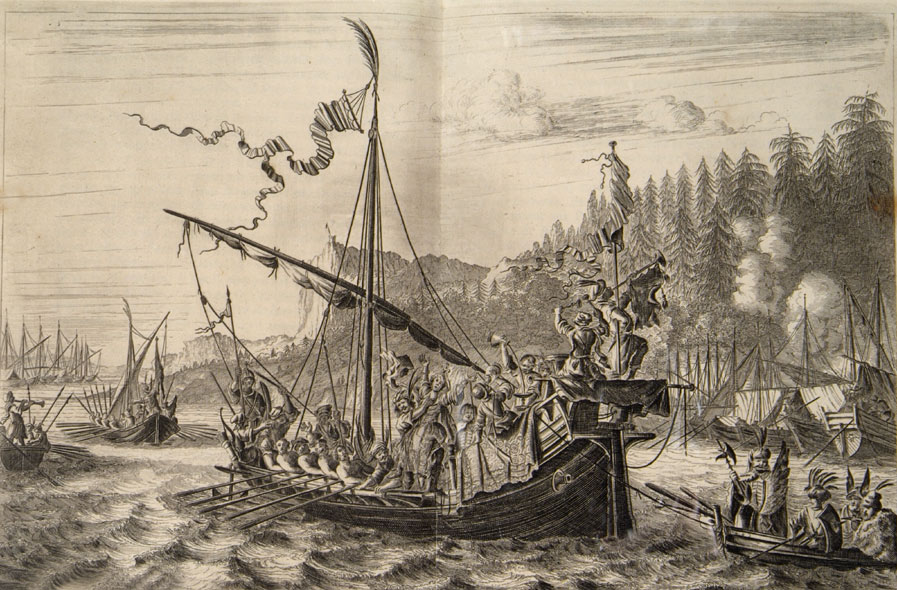
Степан Разин бросает персидскую царевну в Волгу. Иллюстрация из амстердамской книги 1681 года.

Но и после победы положение казаков оставалось сложным. Следовало ожидать подхода новых сефевидских сил. Таким образом, в результате больших потерь из-за сражений и болезней, а также опасаясь прихода нового войска шаха, разинцы отправились к Астрахани.
Вступив в переговоры с астраханскими воеводами, Степан Разин добился того, что его с почётом принимал главный воевода князь Иван Прозоровский и пропускал на Дон, а казаки должны были отдать пушки, пленных и часть добытой в походе рухляди. Но казаки уклонились от выполнения своих обещаний. В сентябре они прибыли на Дон.

### Крестьянская война

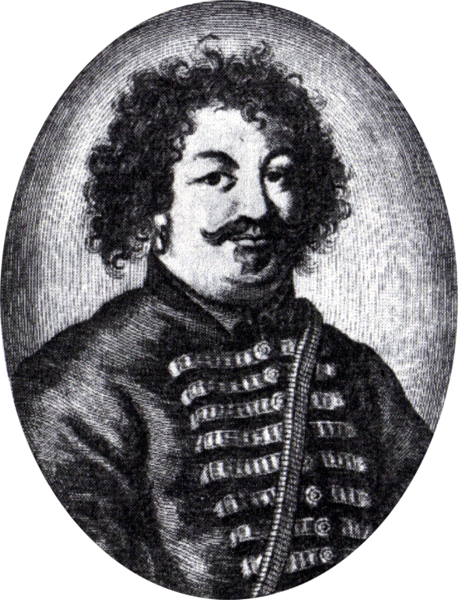
Степан Разин. Неизвестный художник

Весной 1670 года атаман Степан Разин организовал новый поход на Волгу, имевший характер уже открытого восстания. Он рассылал «прелестные» (прельстительные) письма, в которых призывал на свою сторону всех ищущих воли и желающих служить ему. Он не собирался (по крайней мере, на словах) свергать царя Алексея Михайловича, однако объявил себя врагом всей официальной администрации — воевод, дьяков, представителей церкви, обвинив их в «измене» царю. Разинцы распустили слух, что в их рядах находятся царевич Алексей Алексеевич (в действительности умерший в Москве 17 (27) января 1670) и патриарх Никон (в то время находившийся в ссылке). Во всех занятых разинцами городах и крепостях вводилось казачье устройство, представителей центральной власти убивали, канцелярские бумаги уничтожались. Купцов, следовавших по Волге, задерживали и грабили.
Поход Разина на Волгу сопровождался массовыми восстаниями крепостных крестьян в областях Поволжья. Здесь вожаками выступали местные казачьи предводители, из которых наиболее известны беглая монахиня Алёна Арзамасская (уроженка Выездной Казачьей Слободы, близ Арзамаса), атаман Василий Ус. Отложились от царя и начали восстание также большие группы поволжских народов: марийцев, чувашей, татар, мордвы.
Захватив с помощью повстанческой армии Астрахань, Царицын, Саратов и Самару, а также ряд второстепенных крепостей, Степан Разин не смог успешно завершить осенью осаду Симбирска. Царь Алексей Михайлович направил для подавления восстания 60-тысячное войско. 3 (13) октября 1670 года под Симбирском царское войско под командованием воеводы Юрия Барятинского нанесло разинцам жестокое поражение.. (4 (14) октября 1670 года Степан Разин получил два ранения  и через три дня после одного из неудачных штурмов крепости, с группой соратников был вынужден вернуться на Дон, где со своими сторонниками укрепился в Кагальницком городке. Оправившись от ранения, он рассчитывал вновь собрать своих сторонников для нового похода.
В 1671 году домовитые (богатые) казаки во главе с войсковым атаманом Корнилой Яковлевым (крестный отец Разина), понимая, что действия Разина могут навлечь царский гнев на всё казачество, 13 (23) апреля 1671 взяли штурмом Кагальницкий городок и после жестокого боя на следующий день пленили Степана Разина и его брата Фрола

### Пленение и казнь

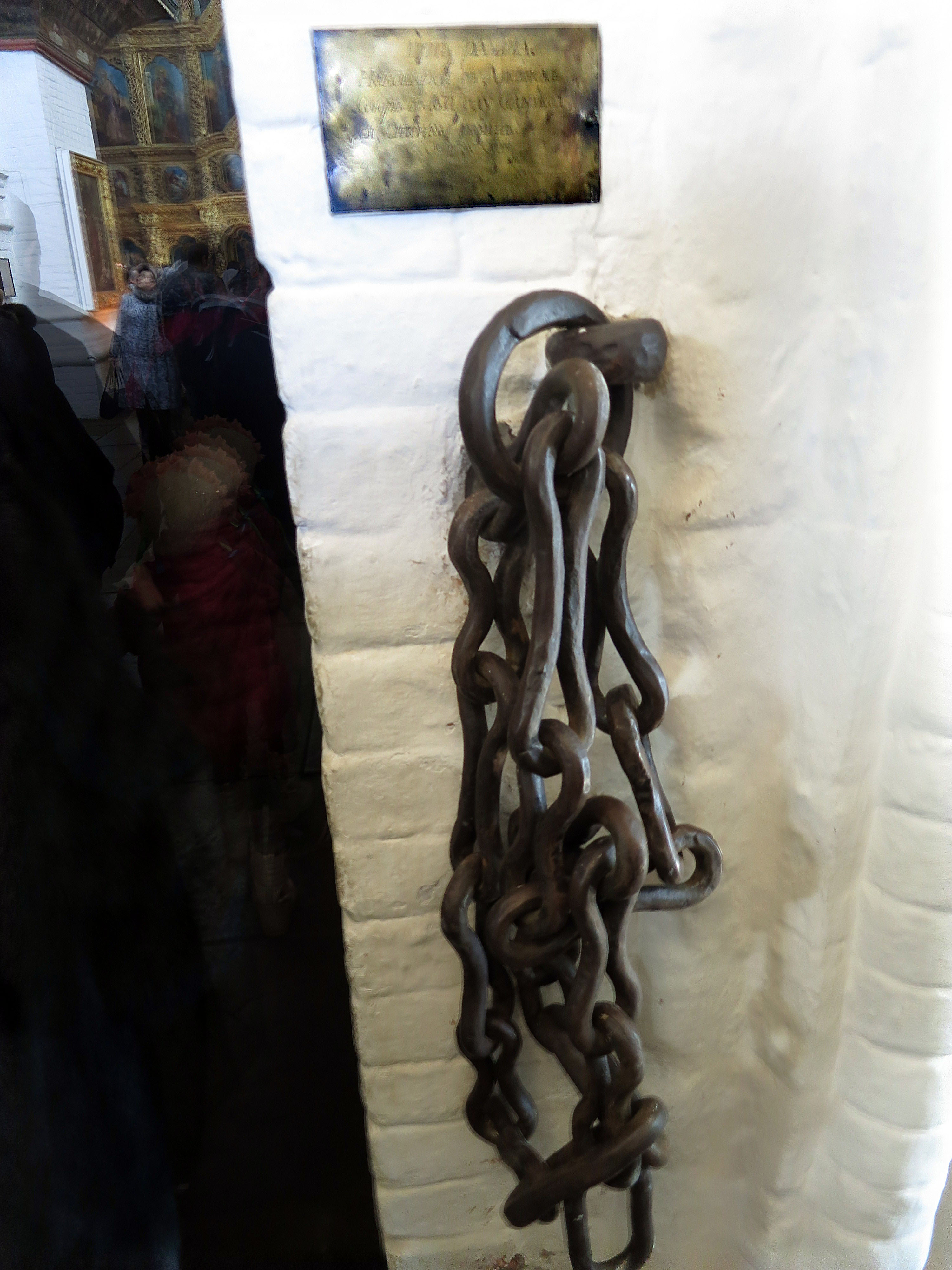
Цепи Стеньки Разина в Воскресенском соборе Ростовской области

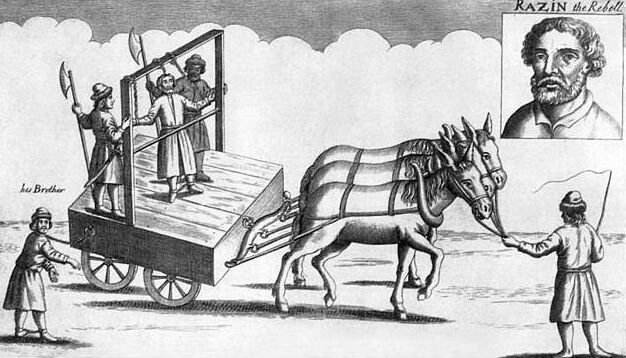
Отправление на казнь Степана Разина. Английская гравюра. 1670-е годы

В конце апреля 1671 года Разин вместе с младшим братом Фролом (Фролкой) донскими властями был выдан царским воеводам — под конвоем, которым командовал атаман Корней Яковлев, он был доставлен в Москву (2 (12) июня).
Разин вместе с братом был подвергнут жестоким пыткам. «В темнице его, — сообщает курляндский дипломат Якоб Рейтенфельс, — били кнутом, жгли огнём, капали ледяную воду на голову и подвергали ещё многим другим утончённым пыткам. Тело его было уже всё изъязвлено, так что удары кнута падали на обнажённые кости, а он всё-таки так пренебрегал ими, что не только не кричал, но даже не стонал и упрекал брата, разделявшего с ним страдания и менее выносливого, в малодушии и изнеженности».
6 (16) июня 1671 года Степан Разин после оглашения приговора к четвертованию был казнён на Болотной площади. Прочитали длинный приговор. Разин выслушал его спокойно, потом повернулся к церкви, поклонился на три стороны, минуя Московский Кремль с царём, и сказал: «Простите». Палач сперва отрубил ему правую руку по локоть, потом левую ногу по колено. Его брат Фрол, видя мучения Степана, растерялся и закричал: «Я знаю слово и дело государево!». «Молчи, собака!» — прохрипел в ответ Степан. Это были его последние слова: после них палач спешно отсёк ему голову.
Руки, ноги и голова Разина, по свидетельству англичанина Томаса Хебдона, были воткнуты на пять специально установленных кольев, а туловище брошено на съедение собакам. Сохранился даже рисунок, изображающий пленённого Стеньку и воткнутые на колья отрубленные части его тела, сделанный в Москве одним из русских очевидцев казни, вероятно, по официальному поручению российского правительства. Четвертованные останки Разина позднее были отвезены «на Болото», в Замоскворечье и воткнуты там на колья «до исчезнутия».
В 1676 году их видел там член голландского посольства Бальтазар Койэтт.
Признание помогло Фролу отсрочить казнь, которой, впрочем, он в конце концов не избежал и был казнён отсечением головы на Болотной площади 28 мая 1676 года.
Восстание в Поволжье продолжалось и после отступления Разина на Дон, и после его казни. Под предводительством атаманов Василия Уса и Фёдора Шелудяка восставшие предприняли неудачный поход из Астрахани на Симбирск. 27 ноября (7 декабря) 1671 года правительственные войска овладели столицей разинцев — Астраханью. В ходе мятежа исключительную жестокость проявляли и повстанцы, и царские войска. Было казнено более 11 тысяч восставших.

## Оценки глазами современников и потомков

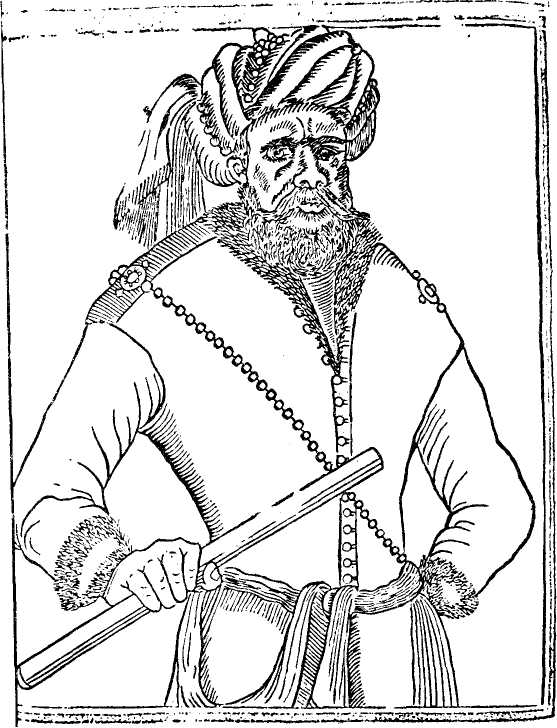
Стенька Разин. Гравюра, приложенная к гамбургской газете 1670 года

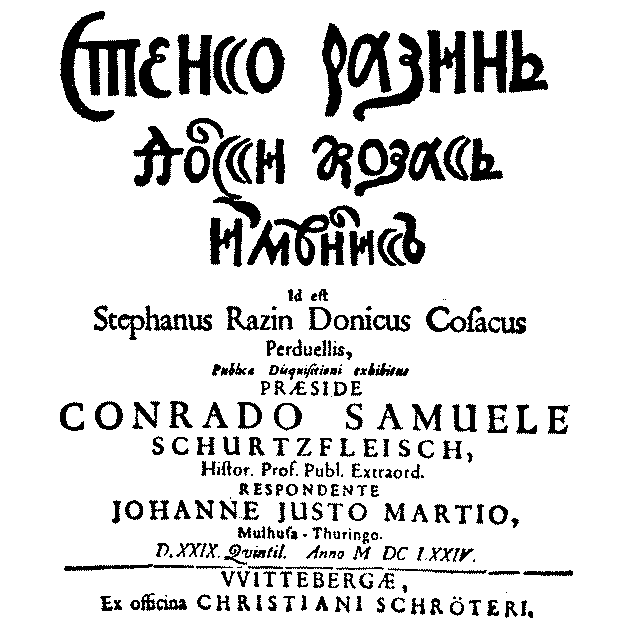
Титульный лист диссертации И. Ю. Марция «Стенко Разинъ Донски козакъ изменникъ id est Stephanus Razin Donicus Cosacus perduellis» (Виттенберг, 1674)

К восстанию Разина было приковано внимание Европы: от исхода борьбы зависела судьба важнейших торговых путей по Волге, связывавших Европу с поставщиками русского хлеба и с Персией. Ещё до окончания восстания в Англии, Нидерландах, Германии появились статьи и даже книги о мятеже и его предводителе, часто фантастические в подробностях, но нередко сообщающие ценные сведения. Многие иностранцы стали свидетелями прибытия пленного Разина в Москву и его казни (в этом было заинтересовано правительство Алексея Михайловича, стремившееся уверить Европу в окончательной победе над восставшими — что на тот момент ещё не соответствовало действительности). Особое место среди этой литературы занимают «Три путешествия» голландца Яна Стрейса — свидетеля восстания, побывавшего на контролируемой Разиным территории и видевшего самого Степана Тимофеевича; Стрейс использовал, помимо собственных впечатлений, и произведения других авторов.
29 июля (8 августа) 1674 года в Виттенбергском университете (Германия) состоялась защита диссертации о восстании Разина в контексте российской истории; автором её стал Иоганн Юстус Марций (долгое время авторство этой работы ошибочно приписывалось некоему Шурцфлейшу, председательствовавшему на учёном диспуте). Работа Марция неоднократно переиздавалась в XVII—XVIII вв.; ею интересовался А. С. Пушкин.
Разин — герой огромного количества русских народных песен; в одних реальный образ жестокого казачьего вождя подвергается эпической идеализации и нередко смешивается с фигурой другого знаменитого казака — Ермака Тимофеевича, завоевателя Сибири; в других содержатся почти документально точные подробности восстания и биографии его предводителя.
Три песни о Стеньке Разине, стилизованные под народные, написал А. С. Пушкин. В конце XIX века популярной народной песней стало стихотворение Д. М. Садовникова «Из-за острова на стрежень», созданное на сюжет одной из легенд о Разине. По мотивам сюжета этой песни в 1908 году был снят первый российский художественный кинофильм «Понизовая вольница». В. А. Гиляровским была написана поэма «Стенька Разин».

### Современный взгляд

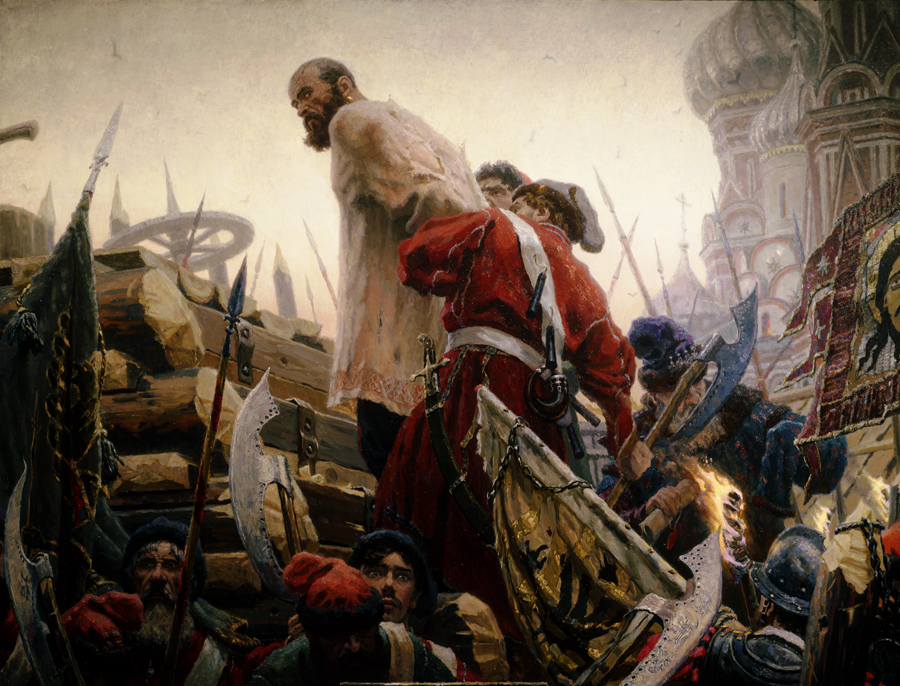
С. А. Кириллов. «Степан Разин» (1985—1988)

Главными причинами поражения восстания Разина явились:
- его стихийность и низкая организованность,
- разрозненность действий крестьян, как правило, ограничивавшихся разгромом имения своего собственного барина,
- отсутствие у восставших ясно осознаваемых целей.

Так, после освобождения Москвы от семибоярщины и интервентов, установилась власть ставленников казаков — Дома Романовых, но приставство казаков показалось крестьянам более тяжёлой формой эксплуатации, чем вотчинное и помещичье землевладение. Романовы вернули казаков в традиционные казачьи земли, а после Азовского сидения (1641—1642), якобы только для того, чтобы помешать казакам собирать добровольцев для войн с Оттоманской портой по всей России, Соборным уложением 1649 года было восстановлено упразднённое в ходе Смуты и крестьянской войны под предводительством Ивана Болотникова крепостное право, за отмену которого безуспешно боролись разинцы.
В исторической науке нет единства по вопросу о том, считать ли восстание Разина крестьянско-казацким восстанием или крестьянской войной. В советское время употреблялось наименование «крестьянская война», в дореволюционный период речь шла о восстании. В последние годы вновь преобладающим является определение «восстание».

## Память

### В искусстве

#### Художественная литература

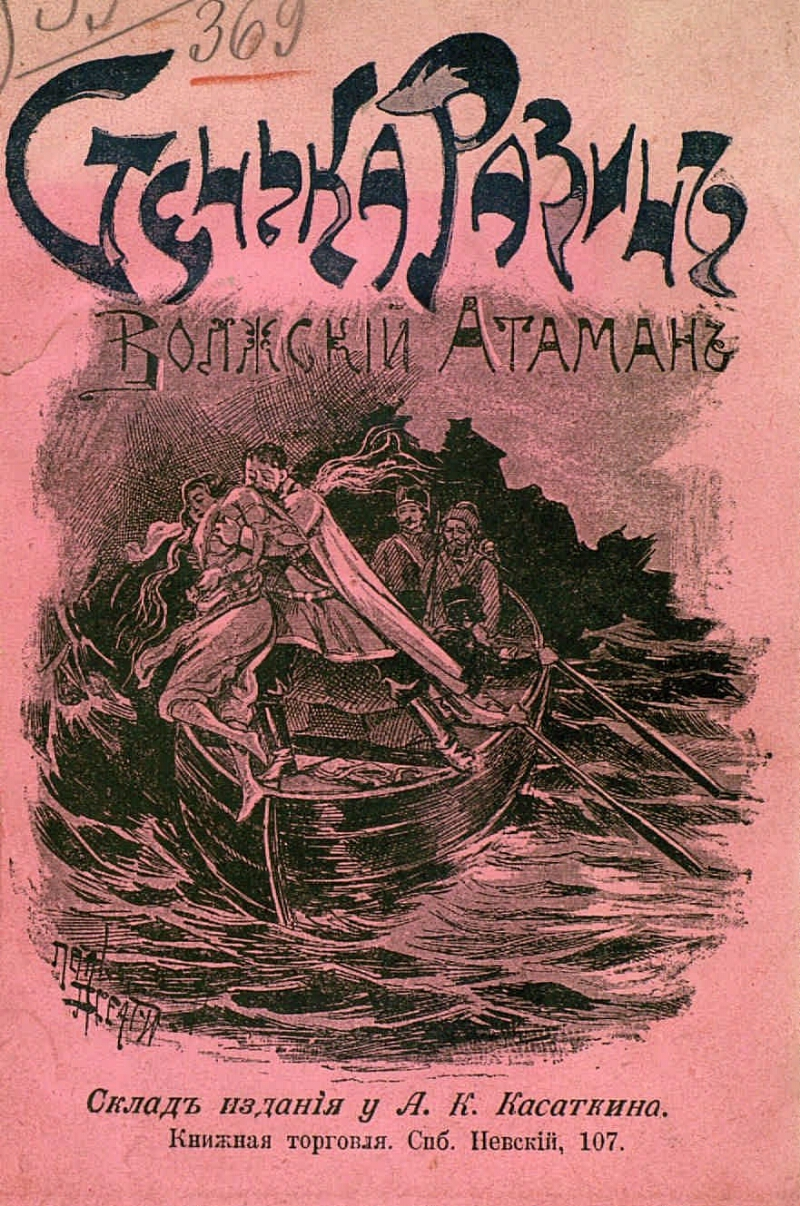
Обложка книги «Стенька Разин (волжский атаман)» с калмыцкой легендой

- 1826 — «Песни о Стеньке Разине» (стилизованные под народные) А. С. Пушкина.
- «Из-за острова на стрежень» — русская песня, считающаяся народной, на слова Дмитрия Садовникова.
- стихотворение «Суд» А. К. Толстого.
- 1891 — исторический роман «За чьи грехи?» Д. Л. Мордовцева.
- 1894 — исторический роман «Понизовая вольница атамана Стеньки Разина» А. А. Соколова.
- 1900 — «Стенька Разин (волжский атаман)»; легенда, записанная С. И. Глебовым по преданиям калмыков Астраханской губернии. Издана в 1900 году.
- 1917 — стихотворение «Стенька Разин» М. И. Цветаевой.
- 1917 — стихотворение «Стенькин суд» Максимилиана Волошина.
- 1918 — роман «Степан Разин» В. В. Каменского.
- 1920 — поэма «Разин» В. Хлебникова.
- 1922 — поэма «Стенька Разин» В. А. Гиляровского.
- 1927 — исторический роман «Разин Степан» А. П. Чапыгина.
- 1928 — исторический роман «Степан Разин (Казаки)» И. Ф. Наживина.
- 1951 — роман «Степан Разин» С. П. Злобина.
- 1971 — роман и сценарий «Я пришёл дать вам волю» В. М. Шукшина.
- 1964 — «Казнь Стеньки Разина» (глава из поэмы «Братская ГЭС») Е. А. Евтушенко.
- 1980 — стихотворение «Глаза княжны» Г. Я. Горбовского (сборник «Черты лица». Л., 1982).
- 1997 — роман «Колодезь» С. В. Логинова.
- 1987 — повесть «Огненное предзимье: Повесть о Степане Разине» Вячеслава Усова.
- 1994 — роман «Самарская вольница. Степан Разин» Владимира Буртового.
- 2008 — «стихотворение» «Стенька Разин в Астрахани» Олег Игоревич Малинин (Песня о сдаче Славянска).
- 2025 — роман «Тума» Захара Прилепина.

#### Живопись
- 1910 — картина Василия Сурикова «Степан Разин».
- 1918 — картина Бориса Кустодиева «Степан Разин».
- 1985—1988 — картина Сергея Кириллова «Степан Разин».

#### Кинофильмы

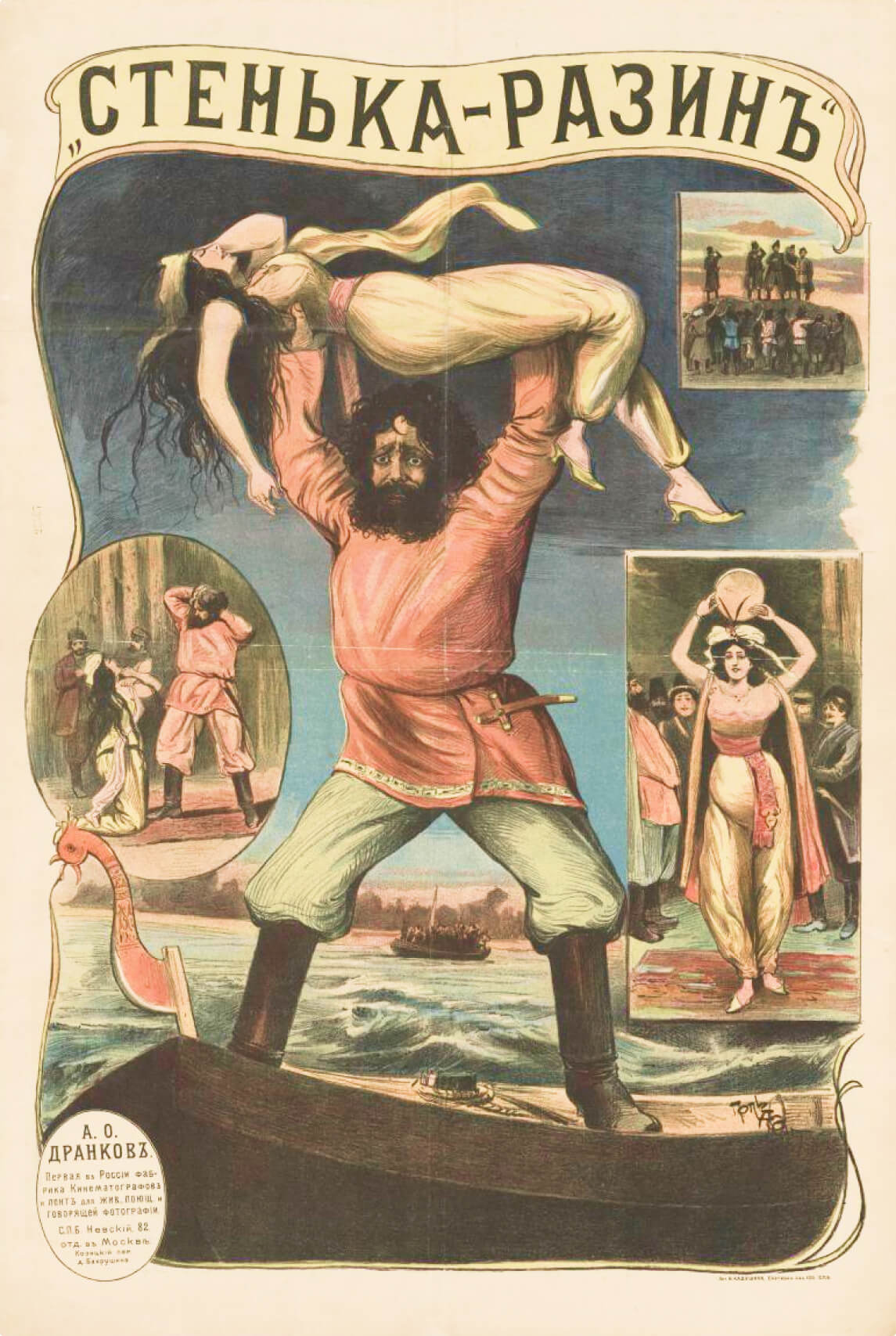
Первый русский киноплакат — к фильму «Понизовая вольница». Художник Поль К. Ассатуров. 1908 год

| Фильм                                    | Дата           | Режиссёр                          | В роли                                           |
| ---------------------------------------- | -------------- | --------------------------------- | ------------------------------------------------ |
| Понизовая вольница                       | 1908           | Владимир Ромашков                 | Евгений Петров-Краевский                         |
| Стенька Разин                            | 1914           | Григорий Либкен                   | В. Поливанов                                     |
| Волга-Волга / Wolga Wolga (Германия)     | 1928           | Виктор Туржанский                 | Ханс Адальберт Шлеттов / Hans Adalbert Schlettow |
| Стенька Разин / Stjenka Rasin (Германия) | 1936           | Александре Волков                 | Ханс Адальберт Шлеттов / Hans Adalbert Schlettow |
| Степан Разин                             | 1939           | Иван Правов, Ольга Преображенская | Андрей Абрикосов                                 |
| Я пришёл дать вам волю                   | 1974 (не снят) | Василий Шукшин                    | Василий Шукшин                                   |
| Гулящие люди                             | 1988           | Илья Гурин                        | Александр Казаков                                |
| История российского бунта. Разин         | 2016           | Михаил Ёлкин                      | Вадим Долгачев                                   |
| Стенька Разин                            | 2016           | Эдуард Анищенко                   | Анатолий Жогин                                   |

#### Музыкальные произведения
- «Стенька Разин» — опера композитора Н. Я. Афанасьева (либретто М. В. Ватсон); не была поставлена по цензурным условиям и не издавалась.
- 1885 — симфоническая поэма «Стенька Разин» композитора А. К. Глазунова.
- 1896 — песня «Утёс Стеньки Разина» на стихи и музыку А. А. Навроцкого. Известна также по первой строке — «Есть на Волге утёс».
- «Из-за острова на стрежень» — песня на слова Дмитрия Садовникова, считающаяся народной.
- «Ой, то не вечер» — народная песня.
- 1948 — «Сон Степана Разина», былина для баса и симфонического оркестра Г. И. Уствольской.
- 1949 — «Степан Разин», кантата (сл. А. Пушкина и народные) Л. Пригожина
- 1964 — «Казнь Степана Разина», симфоническая поэма для баса, хора и симфонического оркестра композитора Д. Д. Шостаковича.
- балет «Степан Разин» композитора Н. Н. Сидельникова.
- 1988 — песня «Суд» композитора Константина Кинчева на стихи А. К. Толстого.
- 1991 — Песня «Атаман» — Ласковый май (Андрей Разин) (музыка — Юрий Куликов, слова — Алла Гольцева)
- 1996 — рок-опера «Анафема» композитора Владимира Калле.
- 2005 — песня «25 июля» Николая Емелина.
  - 2017 — песня «Народится атаман» Николая Емелина.
- 2014 — песня «Степан Разин» автора и исполнителя Владимира Калусенко.
- «Стенька Разин» — песня Алексея Свиридова.
- 2017 — песня «Эх, казаки!» ансамбля «Атаман».
- 2018 — песня «Воля» ансамбля «Бабкины внуки».

### Места, названные в память о С. Разине
Утёс

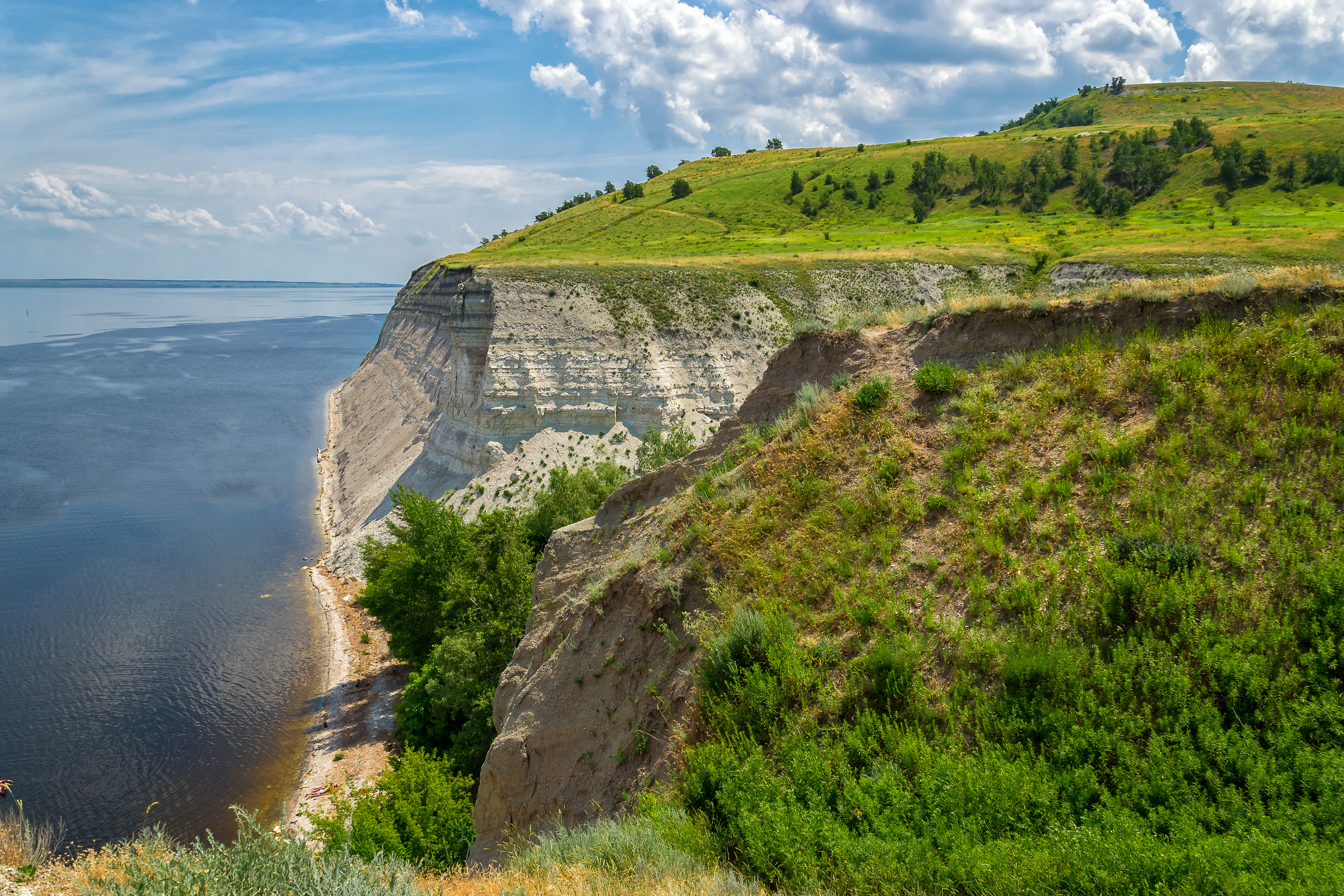
Утёс Степана Разина и «Невольничий» овраг в Саратовской области

- Утёс Степана Разина в Саратовской области.

Озеро Разелм в Добрудже
Название самого большого озера Румынии (фактически группа озёр, лагун и лиманов) в честь Степана Разина и разинцев объясняет устная традиция, отражённая в конце XIX века в Большом Румынском Географическом Словаре (Marele Dictionar Geografic Roman). Словарь сообщает о временном проживании Степана Разина в крепости Енисала (в нескольких километрах на юг от Сарикёя), а также о пребывании Ваньки-Каина на острове Попино (на северо-восток от Сарикёя) и Тришки-Расстрижки на острове Бисерикуца (Церковка).
Населённые пункты
- Село Разин расположено в Земетчинском районе Пензенской области, в том месте, где шло восстание.
- Рабочий посёлок имени Степана Разина — населённый пункт в Лукояновском районе Нижегородской области России
- Посёлок Степан Разин в Волгоградской области (Ленинский район).
- станица Степано-Разинская в Волгоградской области (Быковский район).
- Степан Разин — прежнее (в советские годы) название посёлка городского типа Бакиханов в Азербайджане, подчинён Ленинскому райсовету (ныне — Сабунчинскому району) г. Баку. Расположен на Апшеронском полуострове. 39,8 тысяч жителей (на 1975 год).
- посёлок Степана Разина городского округа Отрадный Самарской области.

Проспекты, улицы, мосты
- Улица Разина — во многих городах на постсоветском пространстве

- улицей Степана Разина в советские годы называлась улица Варварка в Москве

Улица Степана Разина в Самаре
- набережная Степана Разина в Твери
- проспект Степана Разина расположен в городе Тольятти
- Разинское шоссе в Балашихе
- мост Степана Разина в Санкт-Петербурге
- спуск Степана Разина на Императорский (старый) мост через реку Волга в Ульяновске
- Улица Степана Разина в Воронеже
- Улица Степана Разина в Екатеринбурге
- Улица Степана Разина в Ижевске
- Улица Степана Разина в Йошкар-Оле
- Улица Степана Разина в Орле
- Улица Степана Разина в Саратове
- Улица Степана Разина в Саранске
- Улица Степана Разина в Смоленске
- Улица Степана Разина в Калуге
- Улица Степана Разина в Кирове (Калужская область)
- Улица Степана Разина в Тамбове
- Улица Степана Разина в Курске
- Улица Степана Разина в Уссурийске
- Улица Степана Разина в Оренбурге
- Улица Степана Разина в Иркутске
- Улица Степана Разина в Сызрани
- Улица Степана Разина в Уральске
- Улица Степана Разина в Усть-Каменогорске, (каз. Өскемен), Казахстан
- Улица Степана Разина в ст. Новопокровской
- Улица Степана Разина в Темиртау, Казахстан (в 2019 году переименована в Сарыарка)[37]
- Улица Степана Разина во Ржеве
- Улица Степана Разина в Крутинке (Омская область)
- Улица Степана Разина в Ростове на Дону
- Улица Степана Разина в Херсоне
- Улица Степана Разина в Челябинске
- Улица Степана Разина в Красноярске

Памятники

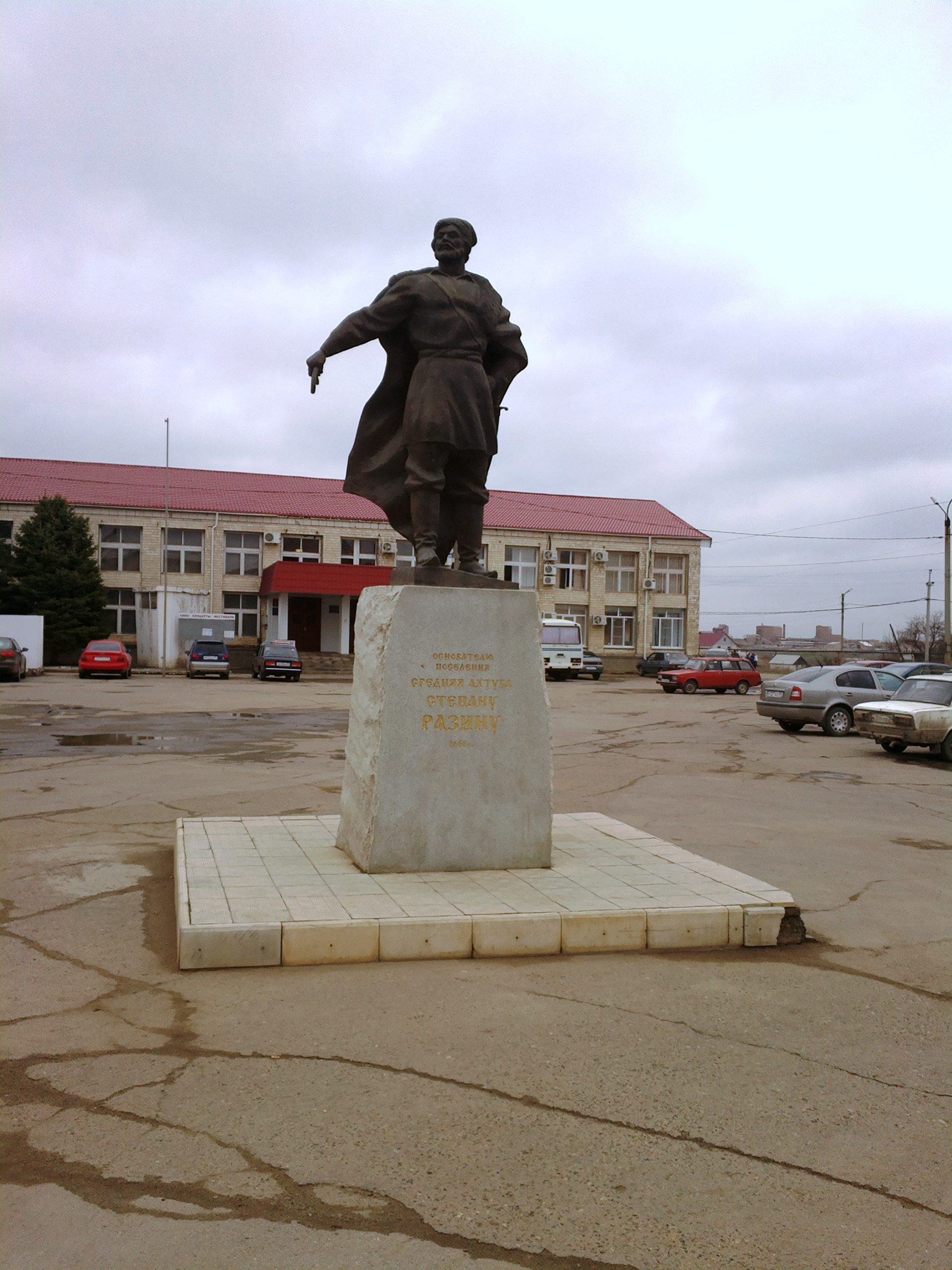
Памятник Степану Разину в Средней Ахтубе скульптора Сергея Щербакова

- Деревянная скульптурная группа работы С. Т. Конёнкова «Степан Разин с ватагой» в процессе исполнения ленинского плана монументальной пропаганды была установлена в центре Москвы, на Красной площади, на открытии памятника при большом стечении народа выступил В. И. Ленин, но простояла композиция недолго и была перенесена в музей[38].
- Через год после смерти С. Т. Конёнкова, в 1972 году в Ростове-на-Дону был установлен бетонный памятник «Стеньке Разину с ватагой», основанный на его модели. Памятник сохранился[39][40].
- Деревянный памятник Степану Разину расположен в городе Волгодонск. Металлический постамент памятника установлен в воде у слияния Дона и Волго-Донского канала.

Все три памятника представляют собой многофигурные композиции, включающие самого Разина, казаков, персидскую княжну, а в случае с Волгодонском — ещё и священника, образуя устойчивый иконографический ряд.
- «Неканонический» памятник Степану Разину расположен в посёлке Средняя Ахтуба Волгоградской области. Идея установить памятник знаменитому атаману у жителей Средней Ахтубы появилась неспроста. По преданию, посёлок основал именно Степан Разин. В 1668 году он вместе со своим отрядом пробирался к Астрахани из северных земель. После тяжёлых стычек с царскими войсками среди его людей было много раненых. Тяжёлые переходы были им не по плечу. Вот и оставил их знаменитый Стенька на берегу Ахтубы. А те, в свою очередь, построили там жилища. Автор скульптуры Сергей Щербаков, заслуженный скульптор РФ. Открытие памятника было приурочено к 340-летию посёлка[41].
- На шлюзах Рыбинского водохранилища в Рыбинске расположен барельеф с изображением Степана Разина и его дружины. Согласно легенде, Степан Разин доплывал по Волге до территории нынешнего Рыбинска, но подтверждений этому нет[42].

Предприятия
- В честь Степана Разина назван пивной завод в Санкт-Петербурге.